# 松平胖
松平胖（日语：／，1879年12月12日-1945年12月10日），日本海军军官，最高军衔海军大佐。正五位、勋三等、功五级。:113

## 概况
松平胖为讚岐高松藩第11代（末代）藩主（后为伯爵）松平赖聪的十男。母亲是彦根藩主、大老井伊直弼之女千代子。其妻为肥前佐贺藩主锅岛直大之女俊子。长子赖明过继给松平胖之兄赖寿，长女佳子（诚子）作为伯爵广桥真光之养妹，嫁给了李王家的李键。:926,4
松平胖作为海军兵学校第30期生，1902年（明治35年）任少尉。在日俄对马海峡海战中服役于第一驱逐队所属的驱逐舰春雨。他也参加了第一次世界大战。1926年，转为预备役，任职于少年审判所，后担任矿业公司的役员。:926

## 家族
主要亲属如下。:926,4
- 父：松平赖聪，高松藩主，伯爵
- 母：千代子，井伊直弼之女
- 妻：俊子，佐贺藩主锅岛直大之女
- 长子：赖明（兄松平赖寿养子），伯爵
- 长女：佳子（诚子），伯爵广桥真光养妹，李键公妃
- 次子：守弘